# 一般カッツ・ムーディ代数
数学において，一般カッツ・ムーディ代数（いっぱんカッツ・ムーディだいすう，英: generalized Kac–Moody algebra）はカッツ・ムーディ代数に類似のリー環であって，ただし単純虚ルートを持ってもよい．一般カッツ・ムーディ代数は GKM 代数 (GKM algebra)，ボーチャーズ・カッツ・ムーディ代数 (Borcherds–Kac–Moody algebra)，BKM 代数 (BKM algebra)，ボーチャーズ代数 (Borcherds algebra) と呼ばれることもある．最もよく知られた例はモンスターリー環である．

## 動機付け
有限次元半単純リー環は以下の性質を持つ：
- 非退化対称不変双線型形式 ( , ) を持つ．
- 0次部分（カルタン部分環）が可換であるような次数付けを持つ．
- （カルタン）対合 w を持つ．
- (a, w(a)) は a ≠ 0 のとき正である．

例えば，トレースが 0 の n 次行列からなるリー環に対して，双線型形式は (a, b) = Trace(ab) であり，カルタン対合は転置のマイナスによって与えられ，次数付けは「対角線からの距離」によって（したがってカルタン部分環は対角行列全体である）与えられる．
逆にこれらの性質（およびいくつか他の技術的条件）を満たすLie環をすべて見つけようとすることができる．答えとして有限次元およびアフィンリー環の和を得る．
モンスターリー環は上の条件の僅かに弱いバージョンを満たす：(a, w(a)) は a が 0 でなく次数が 0 でないとき正である，しかし a の次数が 0 であるときは負でもよい．これらの弱い条件を満たすリー環がだいたい一般カッツ・ムーディ代数である．それらは本質的にはある生成元と関係式によって与えられる代数（以下で記述される）と同じである．
インフォーマルには，一般カッツ・ムーディ代数は有限次元半単純リー環のように振る舞うリー環である．特にそれらはワイル群，ワイルの指標公式，カルタン部分環，ルート，ウェイト，等々を持つ．

## 定義
対称化カルタン行列とは（無限次でもよい）正方行列 (cij) であって以下を満たすものである：
- {\displaystyle c_{ij}=c_{ji};}
- i ≠ j のとき {\displaystyle c_{ij}\leq 0;}
- cij > 0 のとき {\displaystyle 2c_{ij}/c_{ii}} は整数．

与えられた対称化カルタン行列を持つ普遍一般カッツ・ムーディ代数は生成元 ei, fi, hi と以下の関係式によって定義される：
- {\displaystyle [e_{i},f_{j}]=\delta _{ij}h_{i};}
- {\displaystyle [h_{i},e_{j}]=c_{ij}e_{j},\;[h_{i},f_{j}]=-c_{ij}f_{j};}
- cii > 0 のとき，{\displaystyle [e_{i},[e_{i},\ldots ,[e_{i},e_{j}]]]=[f_{i},[f_{i},\ldots ,[f_{i},f_{j}]]]=0} （ei や fi は {\displaystyle 1-2c_{ij}/c_{ii}} 個；
- cij = 0 のとき {\displaystyle [e_{i},e_{j}]=[f_{i},f_{j}]=0.}

これらは（対称化可能）カッツ・ムーディ代数の関係式とは主にカルタン行列に非正の対角成分を許していることによって異なる．言い換えると，単純ルートが虚ルートであってもよい（カッツ・ムーディ代数では単純ルートは常に実ルートである）．
一般カッツ・ムーディ代数は普遍なものから，カルタン行列を変えることによって，中心の何かを殺すか中心拡大を取るか外部微分を加える操作によって，得られる．
著者によってはカルタン行列が対称であるという条件を外してより一般的な定義を与える．これらの対称化可能でない一般カッツ・ムーディ代数についてはあまり多くは知られておらず，面白い例はないようである．
定義を超代数に拡張することもできる．

## 構造
一般カッツ・ムーディ代数は以下のようにして次数付けできる．ei の次数を 1 とし，fi の次数を −1 とし，hi の次数を 0 とする．
次数 0 部分は元 hi たちで張られる可換部分代数であり，カルタン部分環と呼ばれる．

## 性質
一般カッツ・ムーディ代数のほとんどの性質は（対称化可能）カッツ・ムーディ代数の通常の性質の安直な拡張である．
- 一般カッツ・ムーディ代数は {\displaystyle (e_{i},f_{i})=1} なる不変対称双線型形式をもつ．
- 虚単純ルートに対する訂正項を持つことを除いてカッツ・ムーディ代数に対するワイル・カッツの指標公式に類似の，最高ウェイト加群に対する指標公式がある．

## 例
ほとんどの一般カッツ・ムーディ代数は際立った性質を持たないと考えられている．面白いものは以下の3種類である：
- 有限次元半単純リー環
- アフィンカッツ・ムーディ代数
- 分母関数が特異ウェイトの保型形式であるようなローレンツカルタン部分代数を持つ代数

第三の種類の例は有限個しか例がないように思われる．2つの例は，モンスター・リー代数とfake モンスター・リー代数で，前者にはモンスター群が作用し，モンストラス・ムーンシャイン予想において用いられる．他の散在単純群のいくつかに付随した類似の例がある．
一般カッツ・ムーディ代数の多くの例を見つけることが以下の原理を用いることで可能である：一般カッツ・ムーディ代数のように見えるものはなんでも一般カッツ・ムーディ代数である．より正確には，リー環がローレンツ格子によって次数付けされ，不変双線型形式を持ち，少数の他の容易に確かめられる技術的な条件を満たすならば，それは一般カッツ・ムーディ代数である．特に任意の偶格子からリー環を構成するのに頂点代数を用いることができる．格子が正定値ならば有限次元単純リー環を与え，半正定値ならばアファインリー環を与え，ローレンツならば上の条件を満たす代數したがって一般カッツ・ムーディ代数を与える．格子が偶26次元ユニモジュラーローレンツ格子のとき構成は fake モンスターリー環を与える；すべての他のローレンツ格子は面白くない代数を与えるようである．